# 15. Dáil
Der 15. Dáil wurde am 14. Mai 1954 gewählt. Insgesamt 147 Abgeordnete (Teachtaí Dála) wurden in 42 Wahlkreisen mit dem Verfahren der übertragbaren Einzelstimmgebung (single transferable vote) bestimmt.

## Wahlausgang
siehe: Wahlen 1954

Sitzverteilung im 15. Dáil

Fianna Fáil und Fine Gael waren die stärksten Kräfte im Dáil. Die Fianna Fáil verpasste die absolute Mehrheit der Sitze.
Der Dáil Éireann kam erstmals am 2. Juni 1954 zur konstituierenden Sitzung zusammen. Als Vorsitzender des Dáils (Ceann Comhairle) wurde Patrick Hogan (Labour) per Akklamation bestimmt. Seine Vertretung (Leas-Cheann Comhairle) wurde Cormac Breslin (Fianna Fáil).
John A. Costello wurde zum Taoiseach gewählt. Er bildete die Regierung Costello II. Oppositionsführer (Ceannaire an Fhreasúra) war Éamon de Valera von der Fianna Fáil. 
Es folgten die Neuwahlen am 11. Oktober 1957.
| Partei | Partei             | Vorsitzende/r im Dáil | März 1954: gewählte Teachtaí Dála | Feb. 1957: Teachtaí Dála | Veränderung |
| ------ | ------------------ | --------------------- | --------------------------------- | ------------------------ | ----------- |
|        | Fianna Fáil        | Éamon de Valera       | 65                                | 68                       | +3          |
|        | Fine Gael          | John A. Costello      | 50                                | 48                       | −2          |
|        | Labour Party       | William Norton        | 19                                | 17                       | −2          |
|        | Clann na Talmhan   | Joseph Blowick        | 5                                 | 5                        | −           |
|        | Clann na Poblachta |                       | 3                                 | 3                        | −           |
|        | Unabhängige        |                       | 5                                 | 5                        | −           |
|        | Ceann Comhairle    |                       | −                                 | 1                        | +1          |
| Gesamt | Gesamt             | 147                   | 147                               | 147                      | –           |

## Teachtaí Dála
| Wahlkreis                  | Name                      | Partei (Teilgruppe) | Partei (Teilgruppe) | Partei (Teilgruppe) | Partei (Teilgruppe)                           | Im Amt seit        |
| Wahlkreis                  | Name                      | Zu Beginn des Dáil  | Zu Beginn des Dáil  | Zum Ende des Dáil   | Zum Ende des Dáil                             | Im Amt seit        |
| -------------------------- | ------------------------- | ------------------- | ------------------- | ------------------- | --------------------------------------------- | ------------------ |
| Carlow–Kilkenny            | Patrick Crotty            |                     | Fine Gael           | Fine Gael           | Fine Gael                                     | 18. Februar 1948   |
| Carlow–Kilkenny            | Martin Medlar             |                     |                     |                     | Fianna Fáil Nachwahl für Thomas Walsh         | 14. November 1956  |
| Carlow–Kilkenny            | Thomas Derrig             |                     | Fianna Fáil         | Fianna Fáil         | Fianna Fáil                                   | 23. Juni 1927      |
| Carlow–Kilkenny            | Thomas Walsh              |                     | Fianna Fáil         |                     | verstorben am 14. August 1956                 | 18. Februar 1948   |
| Carlow–Kilkenny            | Joseph Hughes             |                     | Fine Gael           | Fine Gael           | Fine Gael                                     | 18. Februar 1948   |
| Carlow–Kilkenny            | James Pattison            |                     | Labour              | Labour              | Labour                                        | 8. Februar 1933    |
| Cavan                      | Patrick Smith             |                     | Fianna Fáil         | Fianna Fáil         | Fianna Fáil                                   | 19. September 1923 |
| Cavan                      | Patrick O’Reilly          |                     | Fine Gael           | Fine Gael           | Fine Gael                                     | 13. Juni 1951      |
| Cavan                      | Michael Sheridan          |                     | Fianna Fáil         | Fianna Fáil         | Fianna Fáil                                   | 9. März 1932       |
| Cavan                      | John Tully                |                     | Clann na Poblachta  | Clann na Poblachta  | Clann na Poblachta                            | 18. Februar 1948   |
| Clare                      | Patrick Hillery           |                     | Fianna Fáil         | Fianna Fáil         | Fianna Fáil                                   | 13. Juni 1951      |
| Clare                      | Éamon de Valera           |                     | Fianna Fáil         | Fianna Fáil         | Fianna Fáil                                   | 21. Januar 1919    |
| Clare                      | Patrick Hogan             |                     | Labour              |                     | Ceann Comhairle                               | 18. Februar 1948   |
| Clare                      | William Murphy            |                     | Fine Gael           | Fine Gael           | Fine Gael                                     | 13. Juni 1951      |
| Cork Borough               | Stephen Barrett           |                     | Fine Gael           | Fine Gael           | Fine Gael                                     | 2. Juni 1954       |
| Cork Borough               | Anthony Barry             |                     | Fine Gael           | Fine Gael           | Fine Gael                                     | 2. Juni 1954       |
| Cork Borough               | Patrick McGrath           |                     | Fianna Fáil         |                     | verstorben am 20. Juni 1956                   | 14. Juni 1946      |
| Cork Borough               | John Galvin               |                     |                     |                     | Fianna Fáil Nachwahl für Patrick McGrath      | 2. August 1956     |
| Cork Borough               | Jack Lynch                |                     | Fianna Fáil         | Fianna Fáil         | Fianna Fáil                                   | 18. Februar 1948   |
| Cork Borough               | Seán Casey                |                     | Labour              | Labour              | Labour                                        | 2. Juni 1954       |
| Cork East                  | Richard Barry             |                     | Fine Gael           | Fine Gael           | Fine Gael                                     | 18. Juni 1953      |
| Cork East                  | Martin Corry              |                     | Fianna Fáil         | Fianna Fáil         | Fianna Fáil                                   | 23. Juni 1927      |
| Cork East                  | John Moher                |                     | Fianna Fáil         | Fianna Fáil         | Fianna Fáil                                   | 2. Juni 1954       |
| Cork North                 | Denis O’Sullivan          |                     | Fine Gael           | Fine Gael           | Fine Gael                                     | 13. Juni 1951      |
| Cork North                 | Patrick McAuliffe         |                     | Labour              | Labour              | Labour                                        | 9. Juni 1944       |
| Cork North                 | Seán Moylan               |                     | Fianna Fáil         | Fianna Fáil         | Fianna Fáil                                   | 9. März 1932       |
| Cork South                 | Dan Desmond               |                     | Labour              | Labour              | Labour                                        | 18. Februar 1948   |
| Cork South                 | Seán McCarthy             |                     | Fianna Fáil         | Fianna Fáil         | Fianna Fáil                                   | 13. Juni 1951      |
| Cork South                 | Tadhg Manley              |                     | Fine Gael           | Fine Gael           | Fine Gael                                     | 2. Juni 1954       |
| Cork West                  | Michael Pat Murphy        |                     | Labour              | Labour              | Labour                                        | 13. Juni 1951      |
| Cork West                  | Edward Cotter             |                     | Fianna Fáil         | Fianna Fáil         | Fianna Fáil                                   | 2. Juni 1954       |
| Cork West                  | Seán Collins              |                     | Fine Gael           | Fine Gael           | Fine Gael                                     | 18. Februar 1948   |
| Donegal East               | Neil Blaney               |                     | Fianna Fáil         | Fianna Fáil         | Fianna Fáil                                   | 7. Dezember 1948   |
| Donegal East               | Liam Cunningham           |                     | Fianna Fáil         | Fianna Fáil         | Fianna Fáil                                   | 13. Juni 1951      |
| Donegal East               | Daniel McMenamin          |                     | Fine Gael           | Fine Gael           | Fine Gael                                     | 9. März 1932       |
| Donegal East               | William Sheldon           |                     | Independent         | Independent         | Independent                                   | 1. Juli 1943       |
| Donegal West               | Joseph Brennan            |                     | Fianna Fáil         | Fianna Fáil         | Fianna Fáil                                   | 2. Juni 1954       |
| Donegal West               | Cormac Breslin            |                     | Fianna Fáil         | Fianna Fáil         | Fianna Fáil                                   | 21. Juli 1937      |
| Donegal West               | Patrick O’Donnell         |                     | Fine Gael           | Fine Gael           | Fine Gael                                     | 16. November 1949  |
| Dublin County              | Seán Dunne                |                     | Labour              | Labour              | Labour                                        | 18. Februar 1948   |
| Dublin County              | Patrick Burke             |                     | Fianna Fáil         | Fianna Fáil         | Fianna Fáil                                   | 9. Juni 1944       |
| Dublin County              | Éamon Rooney              |                     | Fine Gael           | Fine Gael           | Fine Gael                                     | 18. Februar 1948   |
| Dublin North-Central       | Patrick McGilligan        |                     | Fine Gael           | Fine Gael           | Fine Gael                                     | 3. November 1923   |
| Dublin North-Central       | Vivion de Valera          |                     | Fianna Fáil         | Fianna Fáil         | Fianna Fáil                                   | 4. Dezember 1945   |
| Dublin North-Central       | Maureen O’Carroll         |                     | Labour              | Labour              | Labour                                        | 2. Juni 1954       |
| Dublin North-East          | Jack Belton               |                     | Fine Gael           | Fine Gael           | Fine Gael                                     | 18. Februar 1948   |
| Dublin North-East          | Oscar Traynor             |                     | Fianna Fáil         | Fianna Fáil         | Fianna Fáil                                   | 9. März 1932       |
| Dublin North-East          | Harry Colley              |                     | Fianna Fáil         | Fianna Fáil         | Fianna Fáil                                   | 9. Juni 1944       |
| Dublin North-East          | Alfred Byrne              |                     | Independent         |                     | verstorben am 13. März 1956                   | 9. März 1932       |
| Dublin North-East          | Patrick Byrne             |                     |                     |                     | Fine Gael Nachwahl für Alfred Byrne           | 30. April 1956     |
| Dublin North-East          | Denis Larkin              |                     | Labour              | Labour              | Labour                                        | 2. Juni 1954       |
| Dublin North-West          | Declan Costello           |                     | Fine Gael           | Fine Gael           | Fine Gael                                     | 13. Juni 1951      |
| Dublin North-West          | Richard Gogan             |                     | Fianna Fáil         | Fianna Fáil         | Fianna Fáil                                   | 2. Juni 1954       |
| Dublin North-West          | Thomas Byrne              |                     | Independent         | Independent         | Independent                                   | 12. November 1952  |
| Dublin South-Central       | Maurice E. Dockrell       |                     | Fine Gael           | Fine Gael           | Fine Gael                                     | 1. Juli 1943       |
| Dublin South-Central       | Thomas Finlay             |                     | Fine Gael           | Fine Gael           | Fine Gael                                     | 2. Juni 1954       |
| Dublin South-Central       | James Larkin junior       |                     | Labour              | Labour              | Labour                                        | 1. Juli 1943       |
| Dublin South-Central       | Celia Lynch               |                     | Fianna Fáil         | Fianna Fáil         | Fianna Fáil                                   | 2. Juni 1954       |
| Dublin South-Central       | Seán Lemass               |                     | Fianna Fáil         | Fianna Fáil         | Fianna Fáil                                   | 18. November 1924  |
| Dublin South-East          | Seán MacEntee             |                     | Fianna Fáil         | Fianna Fáil         | Fianna Fáil                                   | 21. Januar 1919    |
| Dublin South-East          | John A. Costello          |                     | Fine Gael           | Fine Gael           | Fine Gael                                     | 9. Juni 1944       |
| Dublin South-East          | John O’Donovan            |                     | Fine Gael           | Fine Gael           | Fine Gael                                     | 2. Juni 1954       |
| Dublin South-West          | Michael O’Higgins         |                     | Fine Gael           | Fine Gael           | Fine Gael                                     | 2. Juni 1954       |
| Dublin South-West          | Robert Briscoe            |                     | Fianna Fáil         | Fianna Fáil         | Fianna Fáil                                   | 11. Oktober 1927   |
| Dublin South-West          | Peadar S. Doyle           |                     | Fine Gael           |                     | verstorben am 4. August 1956                  | 19. September 1923 |
| Dublin South-West          | Noel Lemass               |                     |                     |                     | Fianna Fáil Nachwahl für Peadar Doyle         | 14. November 1956  |
| Dublin South-West          | Bernard Butler            |                     | Fianna Fáil         | Fianna Fáil         | Fianna Fáil                                   | 1. Juli 1943       |
| Dublin South-West          | Seán MacBride             |                     | Clann na Poblachta  | Clann na Poblachta  | Clann na Poblachta                            | 29. Oktober 1947   |
| Dún Laoghaire and Rathdown | Liam Cosgrave             |                     | Fine Gael           | Fine Gael           | Fine Gael                                     | 1. Juli 1943       |
| Dún Laoghaire and Rathdown | Seán Brady                |                     | Fianna Fáil         | Fianna Fáil         | Fianna Fáil                                   | 11. Oktober 1927   |
| Dún Laoghaire and Rathdown | Percy Dockrell            |                     | Fine Gael           | Fine Gael           | Fine Gael                                     | 13. Juni 1951      |
| Galway North               | Michael Donnellan         |                     | Clann na Talmhan    | Clann na Talmhan    | Clann na Talmhan                              | 1. Juli 1943       |
| Galway North               | Mark Killilea senior      |                     | Fianna Fáil         | Fianna Fáil         | Fianna Fáil                                   | 8. Februar 1933    |
| Galway North               | James Hession             |                     | Fine Gael           | Fine Gael           | Fine Gael                                     | 13. Juni 1951      |
| Galway South               | Brendan Glynn             |                     | Fine Gael           | Fine Gael           | Fine Gael                                     | 2. Juni 1954       |
| Galway South               | Robert Lahiff             |                     | Fianna Fáil         | Fianna Fáil         | Fianna Fáil                                   | 21. August 1953    |
| Galway South               | Patrick Beegan            |                     | Fianna Fáil         | Fianna Fáil         | Fianna Fáil                                   | 9. März 1932       |
| Galway West                | Fintan Coogan senior      |                     | Fine Gael           | Fine Gael           | Fine Gael                                     | 2. Juni 1954       |
| Galway West                | Gerald Bartley            |                     | Fianna Fáil         | Fianna Fáil         | Fianna Fáil                                   | 9. März 1932       |
| Galway West                | John Geoghegan            |                     | Fianna Fáil         | Fianna Fáil         | Fianna Fáil                                   | 2. Juni 1954       |
| Kerry North                | Patrick Finucane          |                     | Independent         | Independent         | Independent                                   | 1. Juli 1943       |
| Kerry North                | Thomas McEllistrim senior |                     | Fianna Fáil         | Fianna Fáil         | Fianna Fáil                                   | 19. September 1923 |
| Kerry North                | John O’Connor             |                     | Clann na Poblachta  |                     | verstorben am 11. Dezember 1955               | 2. Juni 1954       |
| Kerry North                | Kathleen O’Connor         |                     |                     |                     | Clann na Poblachta Nachwahl für John O’Connor | 29. Februar 1956   |
| Kerry North                | Dan Spring                |                     | Labour              | Labour              | Labour                                        | 1. Juli 1943       |
| Kerry South                | John Flynn                |                     | Fianna Fáil         | Fianna Fáil         | Fianna Fáil                                   | 18. Februar 1948   |
| Kerry South                | Patrick Palmer            |                     | Fine Gael           | Fine Gael           | Fine Gael                                     | 18. Februar 1948   |
| Kerry South                | Honor Crowley             |                     | Fianna Fáil         | Fianna Fáil         | Fianna Fáil                                   | 4. Dezember 1945   |
| Kildare                    | Gerard Sweetman           |                     | Fine Gael           | Fine Gael           | Fine Gael                                     | 18. Februar 1948   |
| Kildare                    | Thomas Harris             |                     | Fianna Fáil         | Fianna Fáil         | Fianna Fáil                                   | 29. Juni 1931      |
| Kildare                    | William Norton            |                     | Labour              | Labour              | Labour                                        | 9. März 1932       |
| Leix–Offaly                | William Davin             |                     | Labour              |                     | verstorben am 1. März 1956                    | 6. Dezember 1922   |
| Leix–Offaly                | Kieran Egan               |                     |                     |                     | Fianna Fáil Nachwahl für William Davin        | 30. April 1956     |
| Leix–Offaly                | Oliver J. Flanagan        |                     | Fine Gael           | Fine Gael           | Fine Gael                                     | 1. Juli 1943       |
| Leix–Offaly                | Nicholas Egan             |                     | Fianna Fáil         | Fianna Fáil         | Fianna Fáil                                   | 2. Juni 1954       |
| Leix–Offaly                | Peadar Maher              |                     | Fianna Fáil         | Fianna Fáil         | Fianna Fáil                                   | 13. Juni 1951      |
| Leix–Offaly                | Thomas F. O’Higgins       |                     | Fine Gael           | Fine Gael           | Fine Gael                                     | 18. Februar 1948   |
| Limerick East              | Michael Keyes             |                     | Labour              | Labour              | Labour                                        | 8. Februar 1933    |
| Limerick East              | Tadhg Crowley             |                     | Fianna Fáil         | Fianna Fáil         | Fianna Fáil                                   | 13. Juni 1951      |
| Limerick East              | John Carew                |                     | Fine Gael           | Fine Gael           | Fine Gael                                     | 26. Juni 1952      |
| Limerick East              | Donogh O’Malley           |                     | Fianna Fáil         | Fianna Fáil         | Fianna Fáil                                   | 2. Juni 1954       |
| Limerick West              | James John Collins        |                     | Fianna Fáil         | Fianna Fáil         | Fianna Fáil                                   | 18. Februar 1948   |
| Limerick West              | David Madden              |                     | Fine Gael           |                     | verstorben am 31. Juli 1955                   | 18. Februar 1948   |
| Limerick West              | Michael Colbert           |                     |                     |                     | Fianna Fáil Nachwahl für David Madden         | 13. Dezember 1955  |
| Limerick West              | Donnchadh Ó Briain        |                     | Fianna Fáil         | Fianna Fáil         | Fianna Fáil                                   | 8. Februar 1933    |
| Longford–Westmeath         | Seán Mac Eoin             |                     | Fine Gael           | Fine Gael           | Fine Gael                                     | 16. August 1921    |
| Longford–Westmeath         | Erskine Hamilton Childers |                     | Fianna Fáil         | Fianna Fáil         | Fianna Fáil                                   | 30. Juni 1938      |
| Longford–Westmeath         | Frank Carter              |                     | Fianna Fáil         | Fianna Fáil         | Fianna Fáil                                   | 13. Juni 1951      |
| Longford–Westmeath         | Charles Fagan             |                     | Fine Gael           | Fine Gael           | Fine Gael                                     | 8. Februar 1933    |
| Longford–Westmeath         | Michael Kennedy           |                     | Fianna Fáil         | Fianna Fáil         | Fianna Fáil                                   | 23. Juni 1927      |
| Louth                      | Frank Aiken               |                     | Fianna Fáil         | Fianna Fáil         | Fianna Fáil                                   | 19. September 1923 |
| Louth                      | Pádraig Faulkner          |                     | Fianna Fáil         | Fianna Fáil         | Fianna Fáil                                   | 2. Juni 1954       |
| Louth                      | George Coburn             |                     | Fine Gael           | Fine Gael           | Fine Gael                                     | 2. Juni 1954       |
| Mayo North                 | Patrick Lindsay           |                     | Fine Gael           | Fine Gael           | Fine Gael                                     | 2. Juni 1954       |
| Mayo North                 | Thomas O’Hara             |                     | Clann na Talmhan    | Clann na Talmhan    | Clann na Talmhan                              | 13. Juni 1951      |
| Mayo North                 | Phelim Calleary           |                     | Fianna Fáil         | Fianna Fáil         | Fianna Fáil                                   | 26. Juni 1952      |
| Mayo South                 | Seán Flanagan             |                     | Fianna Fáil         | Fianna Fáil         | Fianna Fáil                                   | 13. Juni 1951      |
| Mayo South                 | Joseph Blowick            |                     | Clann na Talmhan    | Clann na Talmhan    | Clann na Talmhan                              | 1. Juli 1943       |
| Mayo South                 | Mícheál Ó Móráin          |                     | Fianna Fáil         | Fianna Fáil         | Fianna Fáil                                   | 30. Juni 1938      |
| Mayo South                 | Henry Kenny               |                     | Fine Gael           | Fine Gael           | Fine Gael                                     | 2. Juni 1954       |
| Meath                      | Patrick Giles             |                     | Fine Gael           | Fine Gael           | Fine Gael                                     | 21. Juli 1937      |
| Meath                      | Michael Hilliard          |                     | Fianna Fáil         | Fianna Fáil         | Fianna Fáil                                   | 1. Juli 1943       |
| Meath                      | James Tully               |                     | Labour              | Labour              | Labour                                        | 2. Juni 1954       |
| Monaghan                   | James Dillon              |                     | Fine Gael           | Fine Gael           | Fine Gael                                     | 9. März 1932       |
| Monaghan                   | Patrick Mooney            |                     | Fianna Fáil         | Fianna Fáil         | Fianna Fáil                                   | 2. Juni 1954       |
| Monaghan                   | Edward Kelly              |                     | Fianna Fáil         | Fianna Fáil         | Fianna Fáil                                   | 2. Juni 1954       |
| Roscommon                  | James J. Burke            |                     | Fine Gael           | Fine Gael           | Fine Gael                                     | 2. Juni 1954       |
| Roscommon                  | Jack McQuillan            |                     | Independent         | Independent         | Independent                                   | 18. Februar 1948   |
| Roscommon                  | Gerald Boland             |                     | Fianna Fáil         | Fianna Fáil         | Fianna Fáil                                   | 19. September 1923 |
| Roscommon                  | John Beirne               |                     | Clann na Talmhan    | Clann na Talmhan    | Clann na Talmhan                              | 1. Juli 1943       |
| Sligo–Leitrim              | Stephen Flynn             |                     | Fianna Fáil         | Fianna Fáil         | Fianna Fáil                                   | 9. März 1932       |
| Sligo–Leitrim              | Eugene Gilbride           |                     | Fianna Fáil         | Fianna Fáil         | Fianna Fáil                                   | 18. Februar 1948   |
| Sligo–Leitrim              | Bernard Maguire           |                     | Independent         | Independent         | Independent                                   | 2. Juni 1954       |
| Sligo–Leitrim              | Mary Reynolds             |                     | Fine Gael           | Fine Gael           | Fine Gael                                     | 21. Juli 1937      |
| Sligo–Leitrim              | Joseph Roddy              |                     | Fine Gael           | Fine Gael           | Fine Gael                                     | 18. Februar 1948   |
| Tipperary North            | John Fanning              |                     | Fianna Fáil         | Fianna Fáil         | Fianna Fáil                                   | 13. Juni 1951      |
| Tipperary North            | Mary Ryan                 |                     | Fianna Fáil         | Fianna Fáil         | Fianna Fáil                                   | 9. Juni 1944       |
| Tipperary North            | Daniel Morrissey          |                     | Fine Gael           | Fine Gael           | Fine Gael                                     | 6. Dezember 1922   |
| Tipperary South            | Michael Davern            |                     | Fianna Fáil         | Fianna Fáil         | Fianna Fáil                                   | 18. Februar 1948   |
| Tipperary South            | Dan Breen                 |                     | Fianna Fáil         | Fianna Fáil         | Fianna Fáil                                   | 9. März 1932       |
| Tipperary South            | Richard Mulcahy           |                     | Fine Gael           | Fine Gael           | Fine Gael                                     | 9. Juni 1944       |
| Tipperary South            | Patrick Crowe             |                     | Fine Gael           | Fine Gael           | Fine Gael                                     | 13. Juni 1951      |
| Waterford                  | Thaddeus Lynch            |                     | Fine Gael           | Fine Gael           | Fine Gael                                     | 2. Juni 1954       |
| Waterford                  | William Kenneally         |                     | Fianna Fáil         | Fianna Fáil         | Fianna Fáil                                   | 26. Juni 1952      |
| Waterford                  | Thomas Kyne               |                     | Labour              | Labour              | Labour                                        | 18. Februar 1948   |
| Waterford                  | John Ormonde              |                     | Fianna Fáil         | Fianna Fáil         | Fianna Fáil                                   | 29. Oktober 1947   |
| Wexford                    | Denis Allen               |                     | Fianna Fáil         | Fianna Fáil         | Fianna Fáil                                   | 17. August 1936    |
| Wexford                    | John O’Leary              |                     | Labour              | Labour              | Labour                                        | 1. Juli 1943       |
| Wexford                    | Brendan Corish            |                     | Labour              | Labour              | Labour                                        | 4. Dezember 1945   |
| Wexford                    | Anthony Esmonde           |                     | Fine Gael           | Fine Gael           | Fine Gael                                     | 13. Juni 1951      |
| Wexford                    | James Ryan                |                     | Fianna Fáil         | Fianna Fáil         | Fianna Fáil                                   | 21. Januar 1919    |
| Wicklow                    | Paudge Brennan            |                     | Fianna Fáil         | Fianna Fáil         | Fianna Fáil                                   | 2. Juni 1954       |
| Wicklow                    | James Everett             |                     | Labour              | Labour              | Labour                                        | 9. September 1922  |
| Wicklow                    | Mark Deering              |                     | Fine Gael           | Fine Gael           | Fine Gael                                     | 18. Juni 1953      |

1. Dáil (1919–1921) |
2. Dáil (1921–1922) |
3. Dáil (1922–1923) |
4. Dáil (1923–1927) |
5. Dáil (1927) |
6. Dáil (1927–1932) |
7. Dáil (1932–1933) |
8. Dáil (1933–1937) |
9. Dáil (1937–1938) |
10. Dáil (1938–1943) |
11. Dáil (1943–1944) |
12. Dáil (1944–1948) |
13. Dáil (1948–1951) |
14. Dáil (1951–1954) |
15. Dáil (1954–1957) |
16. Dáil (1957–1961) |
17. Dáil (1961–1965) |
18. Dáil (1965–1969) |
19. Dáil (1969–1973) |
20. Dáil (1973–1977) |
21. Dáil (1977–1981) |
22. Dáil (1981–1982) |
23. Dáil (1982) |
24. Dáil (1982–1987) |
25. Dáil (1987–1989) |
26. Dáil (1989–1992) |
27. Dáil (1992–1997) |
28. Dáil (1997–2002) |
29. Dáil (2002–2007) |
30. Dáil (2007–2011) |
31. Dáil (2011–2016) |
32. Dáil (2016–2020) |
33. Dáil (2020–2024) |
34. Dáil (seit 2024)